# Tony Tubbs
Pour les articles homonymes, voir Tubbs.
Tony Tubbs est un boxeur américain né le 15 février 1958 à Cincinnati, Ohio.

## Carrière
Passé professionnel en 1980, il devient champion du monde des poids lourds WBA le 29 avril 1985 en détrônant son compatriote Greg Page mais perd sa ceinture dès le combat suivant face à Tim Witherspoon le 17 janvier 1986. 
Tubbs enchaîne ensuite 3 victoires consécutives puis affronte le 21 mai 1988 à Tokyo Mike Tyson, alors invaincu en 33 combats et effectuant sa troisième défense de titre unifié des poids lourds. Malgré un bon premier round où il réussit à toucher Tyson sans parvenir à l'émousser, il subit au 2e round de terribles enchaînements du champion qui le met hors combat en toute fin de round. 
Après s'être remis de cette défaite en enchaînant à nouveau plusieurs victoires, il fait face le 20 avril 1991 à Riddick Bowe, jeune espoir des poids lourds encore invaincu. Tubbs est le premier à tenir 10 rounds contre Bowe en réussissant à le mettre en difficulté en le contrant à plusieurs reprises. Malgré un combat disputé, il sera déclaré perdant par les juges. Cette décision sera accueillie par les sifflets du public. Ce sera son dernier coup d'éclat puisqu'il subira lors des combats suivants plusieurs KO. Il met un terme à sa carrière en 2006 sur un bilan de 47 victoires et 10 défaites.